# سپیلینجا
سپیلینجا (به ایتالیایی: Spilinga) یک کومونه در ایتالیا است که در استان ویبو والنتیا واقع شده‌است. سپیلینجا ۱۸٫۷ کیلومتر مربع مساحت و ۱٬۶۶۵ نفر جمعیت دارد و ۶۵۰ متر بالاتر از سطح دریا واقع شده‌است.